# Crosby (Dakota Północna)
Crosby – miasto w Stanach Zjednoczonych, w stanie Dakota Północna, stolica hrabstwa Divide. W 2008 liczyło 958 mieszkańców.